# Masdevallia marizae
Masdevallia marizae är en orkidéart som beskrevs av Carlyle August Luer och Rolando. Masdevallia marizae ingår i släktet Masdevallia och familjen orkidéer.
Artens utbredningsområde är Peru. Inga underarter finns listade i Catalogue of Life.